# ألان دوغديل
ألان دوغديل (بالإنجليزية: Alan Dugdale)‏ هو لاعب كرة قدم بريطاني في مركز الدفاع، ولد في 11 سبتمبر 1952 في كيركبي في المملكة المتحدة. لعب مع تشارلتون أثلتيك وتلسا رافنكس وكوفنتري سيتي ونادي بارنسلي.